# Arquitectura naj

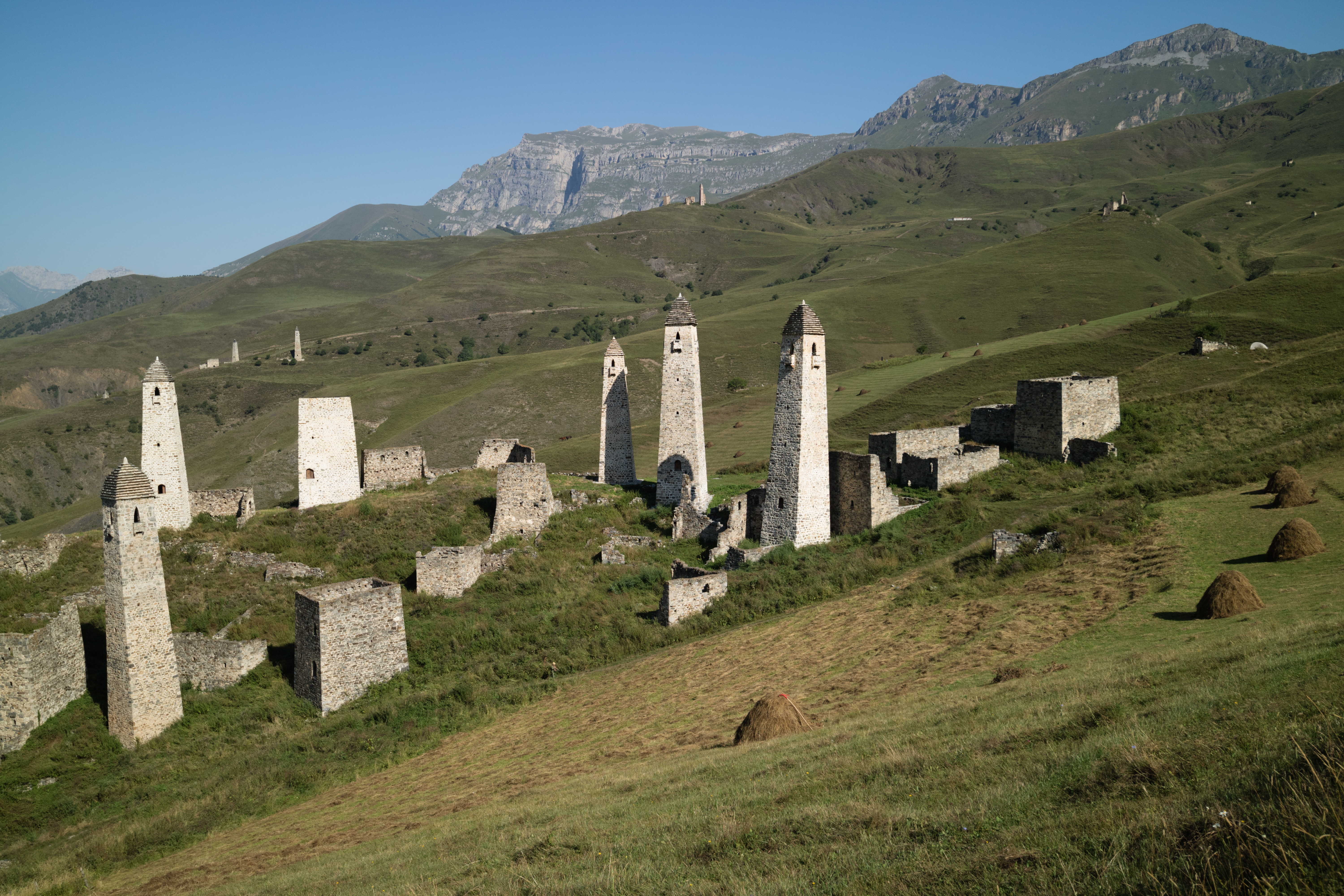
Ruinas de un asentamiento vainaj medieval, en Erzi, Ingusetia.

Las torres medievales naj (o vainaj) eran una característica típica de la arquitectura medieval de los pueblos naj en Chechenia e Ingusetia, en Rusia, con pocos paralelismos fuera de aquella región. Algunas torres fueron utilizadas como lugares de residencia, otras tuvieron un propósito militar o combinaron ambas funciones.
Las raíces de la arquitectura de las torres naj parece ser muy antigua. Edificaciones similares fueron construidas en el II y I milenio a. C. por los hurritas y los urartu, de los que se cree que fueron ancestros cercanos a los pueblos naj. Según una fuente romana del siglo I a. C. los habitantes de la Cólquida en las orillas orientales del mar Negro, también relacionadas con los naj, vivieron en torres de madera de planta cuadrada, encintado de muros y techos piramidales. La planta invariablemente cuadrada de las torres naj contrasta con las torres redondas construidas por los pueblos al sur del Cáucaso
Los restos de fortificaciones más antiguas de los naj se fechan en el siglo I, y ya entonces pueden ser distinguidos los tipos residenciales y militares. La construcción se incrementó en los siglos XII y XIII. La arquitectura naj lograría su cumbre entre los siglos XV y XVII.

## Características generales

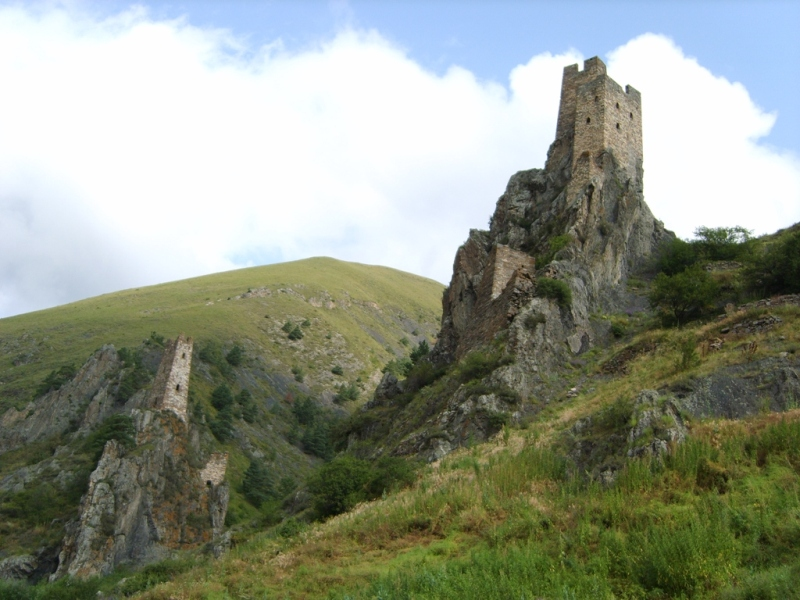
Torre Vovnushki en Ingusetia.

Las típicas torres vainaj comenzaban con una base cuadrada, que variaba de 6 a 12 metros de ancho y de 10 a 25 metros de alto, dependiendo de la función. Los muros se construían con bloques de piedra, posiblemente con un mortero de cal, cal y arcilla o cal y arena. Los muros se inclinaban hacia adentro y su grosor decrece con la altura. Las torres se construían sobre la dura roca desnuda.
Las torres solían estar sobriamente decorados con petroglifos religiosos o de buen augurio como señales solares o la impronta de las manos del constructor, animales, etc. La construcción de una torre, residencial o militar, era acompañada por varios rituales. Canciones y cuentos folclóricos enfatizan la función del "maestro constructor", quien, según la tradición, dirigiría a un grupo de ayudantes que hacían el trabajo. Algunos de los nombres de estos maestros fueron preservados por la tradición local — como "Diskhi", asociado en la tradición local a la torre militar de Vougi. Algunos pueblos chechenos, como Bavlói, se especializaron en la construcción de torres. Las leyendas adscriben al maestro constructor la tarea honorable y extremadamente peligrosa de levantar el tsIurku de piedra que coronaba el agudo tejado piramidal de la torre militar. Una escalera se ligaba a un matacán en el exterior para permitir al maestro alcanzar el techo (algunos maestros perdieron la vida). En caso de éxito, el cliente daba al maestro un toro. La construcción de una torre familiar costaba a quien la encargaba de 50 a 60 vacas.
Ivan Shcheblykin reclamó que los constructores de torre no precisaban ningún tipo de andamio, y muchos investigadores comparten esa suposición. Aun así, puede ser que se refiriera a que no utilizaron andamios en el exterior.

Las piedras esquineras se incluían en el proyecto para unir las paredes y aguantar el peso de los pisos superiores. Como antes se ha referido, probablemente se erigían andamios interiores para levantar las paredes que descansaban en las piedras esquineras, que eran ménsulas talladas específicamente para ese propósito. Los materiales se elevaban con un tipo de cabestrante conocido como chIagIarg o zerazak. Grandes piedras, algunas de varias toneladas de peso, se transportaban al lugar de construcción con trineos tirados por bueyes.

### Torres residenciales

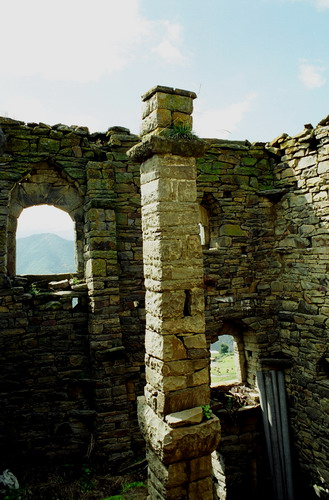
Erd boglam, pilar central de la torre residencial de Haskali.

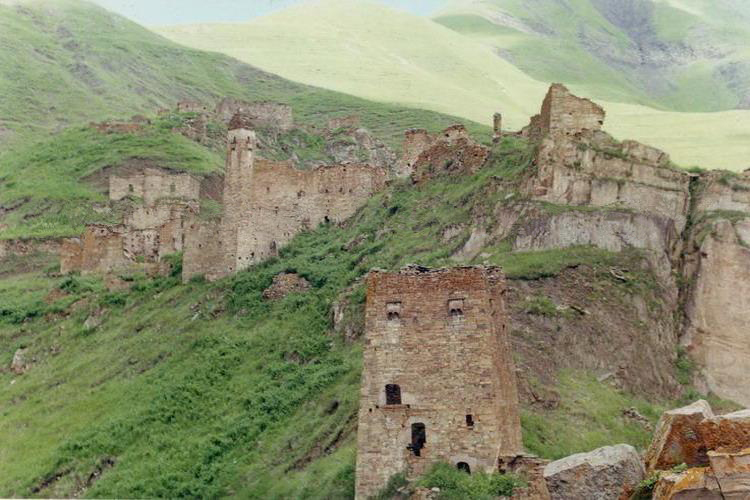
Asentamiento de Nikarói, torre residencial en primer plano.

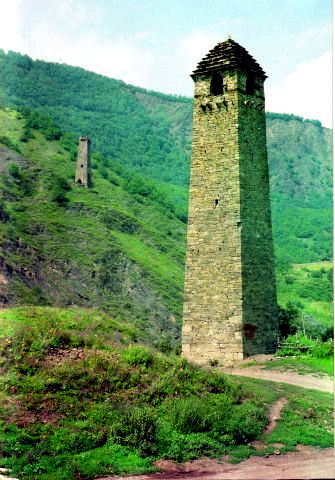
Torre atalaya de Chanta.

Las torres residenciales eran asentamientos familiares, que han sido comparados a estructuras halladas en poblamientos de montaña prehistórica que se remontan al 8000 a. C.
La torre residencial clásica es un edificio enorme, de dos a cuatro pisos de alto, con encintado de muros y un tejado plano de esquisto. La planta es normalmente rectangular, y mide 8–10 x 8–12 metros. Las paredes se construyen más estrechos en los pisos superiores. El grosor de las paredes varía en las diferentes estructuras de 1'2–0'9 metros en la parte inferior a 0'7–0'5 m en la superior.
Las paredes se realizaban con piedras de medidas variables (bloques o losas, dependiendo de la piedra local), cuidadosamente revestidos en el exterior, con un mortero de cal o de cal y arcilla y guijarros. Raramente se construían muros de piedra seca. En las paredes de los cimientos y la parte inferior se usaban grandes bloques de piedra a veces de varias toneladas.
Las torres tenían una pilar central, también de bloques de piedra revestidos exhaustivamente, el cual soportaba el peso de las vigas del tejado. Las correas descansaban sobre pilastras o en las piedras esquineras,y las vigas secundarias descansaban, a su vez, sobre las correas. El suelo de la planta baja estaba adoquinado con tableros o losas de piedra.
Al margen de su función estructural, el pilar central (erd-bogIam) tenía importancia simbólica y religiosa en la cultura naj desde tiempos antiguos.
Los dos pisos más bajos de una torre residencial se reservaban para ganado. El ganado y los caballos eran normalmente resguardados en la planta más baja, parte del cual era vallado para el almacenamiento de grano. Algunas torres tuvieron fosas en el esa planta para ese propósito, con paredes y fondo de piedra.
En torres con cuatro pisos, el primer piso era típicamente utilizada para guardar las ovejas y cabras. Tenía una entrada separada, a la que se accedía con una rampa de listones.
La familia vivía en el segundo piso (o en el primero, en torres de tres pisos). Las posesiones familiares -tapices. platos, utensilios de cocina, ropa, etc.— se guardaban allí, en baúles de madera tachonados de latón o en estanterías de madera a lo largo de las paredes. Las torres más viejas no tenían ningún tipo armario y la ropa se colgada en ganchos de metal. Otras torres tenían nichos en las paredes para ese propósito. Sobre la cama del amo se situaba un depósito de armas, por la necesidad urgente en tiempo de guerra y por mera tradición en tiempo de paz.

### Torres militares
La mayoría de las torres militares en las montañas chechenas funcionaban como atalayas y torres de señalización. Algunos eran puestos fortificados de guardia o servían como refugio para una o dos familias que vivían en torres residenciales cercanas contra expediciones enemigas. En algunos lugares, como el monte Bejaila, varias torres fueron rodeadas por una muralla común para crear una pequeña fortaleza. La construcción de torres militares empezó en los siglos X y XI, y tuvo su cumbre entre los siglos XIV y XVII. Las torres militares chechenas e ingusetias son similares, difiriendo sólo en tamaño y el tiempo de construcción. Dependiendo de su antigüedad difieren también en la sofisticación de las técnicas de construcción y el revestimiento de la piedra.
Las torres militares eran generalmente más altas y más estrechas que residenciales: unos 20–25 metros de alto o más, con de cuatro a cinco pisos y una base cuadrada de 5–6 metros de ancho. Eran construidas de piedra revestida con cal o un mortero de cal y arena.
Eran muros continuos, cortados únicamente por troneras y arpilleras, sobre el lado más vulnerable. No se dejaban estructuras de madera en el exterior para evitar su incendio por los asediadores. Las puertas y ventanas se hallaban en el lugar de más difícil acceso. La puerta se situaba en el segundo piso, y se acedía a ella mediante una escalera. Los defensores disparaban contra el enemigo a través de espilleras y en la parte superior de la torre había mashikul –pequeños matacanes o balcones colgados. Las torres defensivas eran normalmente culminadas con tejados piramidales construidos en pisos, coronados con una aguda aguja de piedra.
Las atalayas se erigían en la cima de acantilados para dificultar el acceso a las mismas. La forma, el tamaño y el emplazamiento de las atalayas se escogía con el objeto de garantizar la conexión visual entre las almenaras más cercanas. Las atalayas eran a menudo construidas en ubicaciones estratégicas para controlar puentes clave, carreteras y pasos de montaña. Se construían cerca de un río, riachuelo o manantial, de modo que el agua podría ser traída a la torre a través de una conducción cubierta.
El techo de la planta baja de las torres más tardías entre el siglo XV y el XVII se fabricaba con bóvedas falsas, conocidas como nartol tjov, con dos hileras entrecruzadas de costillas de refuerzo.
Atención especial se prestaba al revestimiento y acabado de las claves de las partes superiores de puertas y ventanas, llamadas kurtulg ("piedra orgullosa"). Llevan el nombre del dueño y estaban frecuentemente decoradas con petroglifos.
Los investigadores difieren en las funciones de los diferentes pisos. Algunos suponen que el piso de abajo se utilizaba para el ganado, mientras otros afirman que fuera una prisión para cautivos. De hecho, parece que el piso de tierra se rellenado con piedra y tierra para reforzar el fondo de torre contra arietes.
Los combates clásicos no pretendían mantener asedios largos. Los defensores de torre contaban con sólo un pequeño avituallamiento alimentario y un arsenal extremadamente limitado (flechas, proyectiles de piedra o pólvora y munición en tiempo más modernos). Debido a su pequeño tamaño, las atalayas podrían albergar de cuatro a seis misión de centinela. Todos los pisos de las torres militares estaban equipados para la observación y el combate.
Las torres chechenas e ingusetias se dividen en tres grupos según el tipo de tejado:
- Torres de tejado plano.
- Torres de tejado plano almenado en las esquinas.
- Tejados piramidales agudos.

### Torres de función mixta
En los siglos XIII y XIV el creciente peligro de agresiones en ciertas regiones de las montañas chechenas condujo al refuerzo de las torres residenciales. El resultado fue edificios que combinaban las funciones de las torres residenciales y las defensivas, construyéndose de un tamaño inferior a las anteriores, pero un poco más anchas. Como las torres militares contaban con arpilleras y mashikiul.
La torre típica tenía cinco pisos y tres puertas en la fachada, cada una en uno de los tres primeros pisos. Los mashikiul se situaban en la parte superior para los arqueros. La planta típica a nivel del suelo medía 8 x 9 m y la altura de los edificios promedia los 11 m. Los muros de la planta inferior es de 75 cm de grosor.
Estas torres de función mixta son raras en la montaña chechena, probablemente porque el uso de complejos de torres fortificadas y castillos se había extendido en la época en que apareció este concepto. Mientras que las torres permitían encerrar a unas pocas vacas y caballos, un castillo aportaba refugio para todo el ganado en tiempos de guerra.